# Kasteel van Le Mazeau
Het Kasteel van Le Mazeau (Frans: Château du Mazeau) is een kasteel in de Franse gemeente Rempnat. Het kasteel is een beschermd historisch monument sinds 1983.